# 米町站 (石川縣)
米町站（日语：／ Kommachi eki */?）是位於石川縣羽咋郡志賀町米町，北陸鐵道能登線的鐵路車站（廢站）。

## 概要
在1927年（昭和2年）能登鐵道能登高濱站至三明站 (日本)之間開業時，唯一一座中途站，當時該站可進行列車交會。

## 歷史
- 1927年（昭和2年）6月30日：能登鐵道能登高濱站至三明站之間開通，此站啟用[1][2]
- 1943年（昭和18年）10月13日：在合併後成為北陸鐵道能登線的車站。
- 1972年（昭和47年）6月25日：能登線全線廢除，此站也被廢除[2]。

## 車站構造
此站是地面車站，設有1面2線的島式月台。在末期把交會設施廢除。

## 現狀
路軌遺址變成單車徑。車站遺址附近設置了米町巴士站。另外，在車站鄰近公園的一角，建立了於米町出身的中谷秀一銅像，中谷秀一是為能登鐵道全線開通而奮鬥的社長，後來在北陸鐵道合併後，成為該公司能登支社的社長。

## 相鄰車站
北陸鐵道
能登線
大笹－米町－直海

## 注腳
1. ↑  「地方鉄道運輸開始」《官報》1927年7月9日（國立國會圖書館數碼化收藏）
2. 1 2  今尾惠介. . 日本: 新潮社. 2008年10月18日: 32. ISBN 9784107900241.

## 相關項目
- 日本鐵路車站列表 Ko